# Skarvörarna, Sastmola
Skarvörarna (finska: Ouran Saaristo) är öar i Finland.   De ligger i kommunen Sastmola i den ekonomiska regionen  Björneborgs ekonomiska region  och landskapet Satakunta, i den sydvästra delen av landet, 260 km nordväst om huvudstaden Helsingfors.